# إنريكو كوفري
إنريكو كوفرى (1952 - 8 ديسمبر 1990)، هو مصمم أزياء ورجل أعمال إيطالي من مدينة براتو.

## روابط خارجية
- إنريكو كوفري
- Enrico Coveri